# Cytosporium pittospori
Cytosporium pittospori är en svampart som beskrevs av D.A. Reid 1969. Cytosporium pittospori ingår i släktet Cytosporium, divisionen sporsäcksvampar och riket svampar.   Inga underarter finns listade i Catalogue of Life.